# Брадатан, Костика
Костика Брадатан (рум. Costică Brădățan, род. 1971, Дрэгоешти, Сучава) — американский философ и профессор румынского происхождения. Он был профессором гуманитарных наук в Почётном колледже Техасского технологического университета и почётным профессором-исследователем философии в Университете Квинсленда в Австралии. 
В своей философии Костика Брадатан предлагает совершить паломничество вокруг памяти великих мыслителей, казнённых за свои убеждения.
Одна из его последних книг — «Умирая за идеи: об опасной жизни философов» («Dying for ideas: The dangerous lives of the philosophers»), которая была опубликована также на русском и испанском языке.